# Manuel Bernal Martínez
Manuel Bernal Martínez es un militar venezolano que se ha desempeñado como director del Servicio Bolivariano de Inteligencia Nacional (SEBIN) durante 2014 y que participó en el intento de golpe de Estado del 4 de febrero de 1992.

## Biografía
Fue miembro fundador del Movimiento Revolucionario - 200 (MVR 200) junto a Hugo Chávez en 1982, y participó en el intento de golpe de Estado del 4 de febrero de 1992 en contra del presidente Carlos Andrés Pérez.
Bernal Martínez fue edecán del presidente Hugo Chávez, siendo nombrado comandante de la Guardia de Honor Presidencial entre 2013 y 2014.
Durante el gobierno de Nicolás Maduro fue director general del SEBIN en 2014, comandante de la 31 Brigada de Infantería Mecanizada del Ejército en Caracas entre 2014 y 2016, director de la Dirección de Apresto Operacional del Ejército entre 2017 y 2018,  comandante de la Región Estratégica de Defensa Integral Los Andes entre 2018 y 2019, y comandante general de la Milicia Bolivariana entre 2019 y 2021, sustituyendo a Carlos Leal Tellería. Desde 2021 está retirado.

## Sanciones
Ha sido sancionado por los gobiernos de Canadá, Estados Unidos y Panamá por violación de derechos humanos.